# Тирика
Тирика (лат. Brotogeris tirica) — птица семейства попугаевых.

## Внешний вид
Длина тела 25 см, хвоста 12 см. Окраска зелёная с различными оттенками. Нижние кроющие перья крыла и подхвостья с желтоватым оттенком. Верхняя сторона крыльев с голубоватым налётом. Клюв светло-розового цвета. Окраска самок бледнее.

## Распространение
Обитает в Бразилии.

## Размножение
В кладке от 2 до 3 яиц. Насиживание длится около 3 недель. Кладку насиживает не только самка, но и самец. Примерно через 5 недель птенцы покидают гнездо и самка приступает к новой кладке яиц. Вылетевших птенцов она отгоняет от кладки и может даже поранить их.

## Содержание
Неприхотливы и быстро привыкают к человеку. Их можно научить произносить отдельные слова, но они мало подходят для содержания в клетке, так как, подобно большинству неотропических попугаев, много и сильно кричат.